# Athene
Athene es un género de aves estrigiformes de la familia de los búhos (Strigidae) comúnmente llamados mochuelos. Contiene entre dos y cuatro especies (dependiendo de si se aceptan los géneros Heteroglaux y Speotyto). Son aves pequeñas, moteadas de castaño y blanco, con ojos amarillos y cejas blancas. Este género se encuentra en todas las regiones excepto Australia, Antártida y el África subsahariana.

## Especies
Los nombres comunes son los recomendados por la por la Sociedad Española de Ornitología.
- Athene brama, mochuelo brahmán
- Athene noctua, mochuelo europeo, mochuelo común
- Athene (Heteroglaux) blewitti, mochuelo de Blewitt
- Athene (Speotyto) cunicularia, mochuelo de madriguera, lechucita vizcachera
  - Athene cunicularia amaura, mochuelo de madriguera antiguano — (extinto hacia 1905)
  - Athene cunicularia guadeloupensis, mochuelo de madriguera de Guadalupe — (extinto hacia 1890)

## Especies fósiles
Un número de representantes principalmente isleños de este género son sólo conocidos de restos fósiles o subfósiles:
- Athene megalopeza (fósil; Plioceno Tardío, de Rexroad, Costa Oriental de Estados Unidos) - a veces ubicado en Speotyto
- Athene veta (fósil; Pleistoceno Temprano, de Rebielice, Polonia)
- Athene angelis (fósil; Pleistoceno Medio- Tardío, de Castiglione, Córcega)
- Athene trinacriae (Pleistoceno)
- Athene cf. cunicularia  (fósil; Pleistoceno de Barbuda, Antillas) - a veces ubicado en Speotyto
- Athene cf. cunicularia  (fósil; Pleistoceno de Islas Caimán, Antillas) - a veces ubicado en Speotyto
- Athene cf. cunicularia  (fósil; Pleistoceno de Jamaica, Antillas) - a veces ubicado en Speotyto
- Athene cf. cunicularia  (fósil; Pleistoceno de Isla Mona, Antillas) - a veces ubicado en Speotyto
- Athene cf. cunicularia  (fósil; Pleistoceno de Puerto Rico, Antillas) - a veces ubicado en Speotyto
- Athene cretensis, mochuelo de Creta  Cretan owl (prehistórico; Creta, Mediterráneo)
- Athene vallgornerensis,[2] mochuelo de Mallorca (Pleistoceno inferior), Mediterráneo occidental.

El mochuelo de Creta era una forma no voladora,  o casi no voladora, que medía más de 50 cm. Se extinguió enseguida después de la llegada de humanos a la isla de Creta.
Restos fósiles del Mioceno Tardío de Rudabánya (nordeste de Hungría) se han asignado tentativamente a este género (Bernor et al. 2002). Considerando el rango fósil de Athene y la mala asignación de muchos búhos del Mioceno de Europa, éste debe ser un miembro basal del actual género o no pertenecer al mismo. La especie supuesta “Athene” murivora es un nombre dado a huesos subfósiles de búhos Mascarenotus murivorus machos de la isla Mascareña de  Rodrigues.

## Origen del nombre
Aunque es habitual relacionar a la diosa Atenea con las lechuzas, la verdadera ave asociada a esta diosa griega es el mochuelo común, y el nombre Athene deriva del nombre de la diosa.